# Arobase
« arrobe » redirige ici. Pour l'unité de mesure, voir arroba.
Cette page contient des caractères spéciaux ou non latins. S’ils s’affichent mal (▯, ?, etc.), consultez la page d’aide Unicode.
L’arobase (nom féminin), arobas,, a commercial ou, par anglicisme, at, également appelée arrobase, arrobe, arrobas, escargot est le caractère typographique @. Le logogramme est formé d'un a écrit en minuscule dont la patte du coin inférieur droit est prolongée jusqu'à faire le tour de la lettre dans le sens inverse des aiguilles d'une montre en revenant au coin inférieur droit.
Elle est surtout connue pour être le caractère indispensable de l'adresse électronique.

## Origine

### Origine du nom
L’origine du mot « arobase » est difficile à déterminer, mais selon les sources, elle serait :
- une déformation récente du castillan arroba(s), qui désigne une unité de mesure de poids et de capacité (dite en français arrobe), en usage en Espagne et au Portugal[3], de grandeur variable selon les régions et selon les liquides (huile ou vin). Ce terme, attesté en Espagne depuis 1088, vient lui-même de l’arabe الربع (arroub), « le quart », pour un quart de l’ancien quintal de 100 livres, soit 12 kg environ. Depuis le XVIe siècle, en effet, le mot arroba —parmi d’autres— s’est constamment écrit au moyen de l’abréviation « @ »[4] ;
- la contraction du terme typographique « a rond bas » (bas pour bas-de-casse, caractère minuscule), datant de l’époque de l’imprimerie à caractères fondus, où les majuscules étaient en « haut de casse » et les minuscules en bas[5]. Malgré la différence de définition elle n’est pas en contradiction avec la première explication. Cette hypothèse est vigoureusement rejetée par nombre d’auteurs[6] ;
- l’association des lettres a, ρ (lettre grecque rhô) et base (tiret-bas en français), qui forme graphiquement la lettre @[7].

### Origine du symbole
Le signe @ avec sa signification moderne remonte à l'écriture marchande de la Renaissance : outre ses valeurs comme abréviation, il sert couramment à écrire la préposition a (« à »), dès avant 1500 en Espagne puis en Italie et enfin dans d'autres pays d'Europe. Cet usage international, relayé au XVIIIe siècle par la préposition « à », influe enfin sur le signe @ en anglais comme abréviation de la préposition équivalente at, pour indiquer le prix unitaire des marchandises (6 eggs @ $1, six œufs à un dollar, où @ est lu at). Il est adopté avec le même sens sur les machines à écrire américaines à partir de 1883 puis transposé sur les claviers d'ordinateur.
Une hypothèse très répandue, attribuée à tort[réf. nécessaire] au savant B. L. Ullman, voudrait qu'il s'agisse d'une ligature créée par les moines copistes au début du Moyen Âge (dès le VIe siècle) pour représenter le mot latin ad (« près de », « à »), la boucle étant issue d'une déformation de la lettre d en écriture onciale. Une théorie apparentée à la précédente affirme l'existence d'une forme particulière du mot ad dans les lettres diplomatiques de l'époque moderne, mais elle n'est pas mieux attestée.[réf. nécessaire]
En 1964, le symbole est déjà présent sur les cartes perforées d'IBM.

## Informatique
Le signe @ est utilisé sur Internet principalement dans les adresses de courrier électronique comme séparateur entre le nom d'utilisateur et le nom du domaine de messagerie. Cet usage l'a rendu omniprésent dans la culture visuelle contemporaine, comme symbole non seulement du courrier électronique mais d'Internet dans son ensemble, voire de la communication moderne. Le Museum of Modern Art de New York l'a inscrit à ce titre à l'inventaire de sa collection en 2010.
En 1971, l'informaticien Ray Tomlinson, envoyant le premier message électronique de machine à machine, choisit d'utiliser ce signe comme séparateur dans l'adresse parce qu'il n'appartenait à aucun alphabet.
Exemple : util@exemple.com désigne l'utilisateur util « chez » exemple.com (c'est-à-dire dans le domaine exemple.com).
Plus généralement, il est utilisé pour relier un utilisateur « à » un domaine (par exemple sur FTP).
L’arobase s’obtient :
- par la combinaison des touches Alt Gr et à, sur un clavier AZERTY français de plate-forme PC ;
- par la combinaison des touches Alt Gr et é, sur un clavier AZERTY belge ;
- par la combinaison des touches Alt Gr et 2, sur un clavier QWERTZ suisse, QWERTY canadien-français ou un clavier QWERTY espagnol de plate-forme PC ;
- par la combinaison des touches Majuscule et 2, sur un clavier QWERTY américain ou QWERTY canadien multilingue (CSA) ;
- par la combinaison option Alt et G, sur un clavier Macintosh suisse ;
- en accès directement sur les claviers BÉPO et Macintosh français ;
- par la combinaison des touches Alt Gr et 0, sur un portable packard bell easynote avec un système windows xp ;
- par son code ASCII avec la combinaison de touches ALT+064, sur Microsoft Windows ;
- par &#64; ou &#x40; en XML et de plus par &commat; en HTML ;
- par la combinaison touche spéciale et ', sur le Minitel B1.

Unicode possède aussi une arobase minuscule : ﹫(U+FE6B), par compatibilité avec le codage CNS 11643, et une arobase pleine chasse : ＠
```
(U+FF20), par compatibilité avec les codages utilisant les caractères à pleine chasse.
```

## Dénominations
Dans de nombreuses langues, des dénominations imagées, d'usage plus ou moins familier, se sont répandues pour désigner le @ ; elles s'inspirent le plus souvent du tracé spiralé du signe et se réfèrent fréquemment au monde animal ou à des spécialités alimentaires et pâtissières. Font exception l'aire anglo-saxonne, où ce signe était demeuré en usage avec le sens at, et le monde hispanique et lusophone. En France, le signe est parfois appelé familièrement « escargot », mais cet usage est peu répandu. Le nom anglais tend à se répandre vers les autres langues.
- Allemand : At (usuel) ou Klammeraffe (atèle ou « singe araignée ») (familier) ou Affenschwanz (« queue de singe ») (familier)
- Alphabet morse : ·--·-· (AC sans espace entre les lettres, caractère ajouté à l'alphabet en 2004).
- Anglais : commercial at, at sign ou simplement at (« chez », « auprès de »), et arrow back, dans les années 1990, par analogie avec une flèche empennée s'éloignant du tireur, et encore monkey tail, ape-tail (queue de singe). Les locuteurs indiens disent aussi at the rate.
- Aragonais : arroba, arredol
- Arménien : աթ (« at »), շնիկ (« chiot »)
- Basque : a bildua (« a roulé »)
- Biélorusse : сьлімак (« escargot »)
- Bulgare : кльомба (kliomba), pas d'autres significations
- Catalan : arrova (arrobe), ensaïmada (pâtisserie baléare en forme de spirale), unça, cargol ou caragol (escargot), botifarra (saucisse catalane qui se vend souvent en forme de spirale) ou encore garrofa (le fruit du caroubier)
- Coréen : 골뱅이 (golbaengi) (escargot de mer)
- Chinois :
  - En Chine continentale, le signe est généralement appelé at comme en anglais ou 艾特 (prononcé ài tè), transcription phonétique du mot anglais at.
  - À Taïwan, il est appelé 小老鼠 (prononcé xiao laoshu), ce qui signifie petite souris.
  - À Hong Kong et Macao, il est appelé at comme en anglais.
- Danois : snabel-a (a à trompe)
- Espagnol : arroba (arrobe)
- Espéranto : heliko (escargot)
- Finnois : miukumauku (signe du miaou)
- Galicien : arroba (arrobe)
- Grec : παπάκι (papáki) (petit canard)
- Hébreu :  strudel (pâtisserie)
- Hongrois : kukac (ver)
- Islandais : fílseyra (oreille d'élephant, littéralement, pas la plante)
- Italien : chiocciola (escargot)
- Japonais : アットマーク attomāku (de l'anglais « at mark »)
- kurde : nîşana at
- Néerlandais : apenstaartje (petite queue de singe)
- Norvégien : krøllalfa (alpha à boucle/mêche)
- Occitan : arròba (selon la graphie classique)
- Polonais : małpa (singe)
- Portugais : arroba (arrobe)
- Roumain : coadă de maimuţă (queue de singe)
- Russe : собака (sobaka) (chien)
- Suédois : snabel-a (a à trompe)
- Taqbaylit : Ɣar (chez)
- Tchèque : zavináč (rollmops)
- Turc : et (usuel, emprunt à l'anglais) ou güzel a (bel a), ou même kuyruklu a (a à queue)
- Ukrainien : равлик (ravlyk) (escargot), moins souvent песик (pesyk) (le petit chien), mais aussi вухо (oreille)

## Autres utilisations
En informatique et sur Internet, l'arobase ne s'utilise pas seulement dans les adresses de courrier électronique :

### En FTP
Une adresse FTP peut être communiquée de la sorte (exemple) :

ftp://utilisateur:motdepasse@adresse.du.serveur.

Certains navigateurs web, tout comme le gestionnaire de fichiers Explorer (dans Microsoft Windows) sont compatibles avec cette notation.

### En SSH
Connexion vers un serveur par SSH:
```
ssh
 
root@192.168.1.200
ou
root@myserver.com

```

### Dans les forums de discussion en ligne
L'usage du @ pour préciser le destinataire du message dans un fil de discussion d'un forum en ligne, ou chatroom, se remarque parfois.
Par exemple : « @francois : J'ai essayé ta proposition, mais cela ne fonctionne pas. »

### Sur les réseaux sociaux
L'utilisation du @, à l'instar des forums de discussion en ligne, permet sur ces réseaux sociaux d'échanger des messages avec les autres utilisateurs.

### En PHP
En PHP, l'opérateur de contrôle d'erreurs est l'arobase. Il sert à empêcher l'affichage des messages d'erreurs que pourrait engendrer une portion de code. Voici un exemple d'utilisation :
```
<?php

// La fonction strlen(x) retourne normalement la taille de la chaîne x.

// Ici, une erreur s'affichera, car aucun paramètre n'est passé à la fonction.

strlen
();

// Ici, PHP ne produit aucun message d'erreur car l'opérateur @ les bloque.

@
strlen
();

```

Cependant, cet opérateur ne supprime pas les erreurs de syntaxe ni les erreurs d'analyse (les parse error).
À noter que cette notation est aussi applicable aux commandes de MS/DOS dans les fichiers de commandes. Elle supprime l'affichage de la commande lors de l'exécution du code. Très utilisé en début de fichier via la commande "@ECHO OFF".

### En Perl
En Perl, l'arobase est un sigil (un symbole placé au début du nom d'un identifiant ou d'une variable) qui indique une variable de type tableau. Par exemple:
```
my
 
@nombres_shadoks
 
=
 
(
"GA"
,
 
"BU"
,
 
"ZO"
,
 
"MEU"
);

for
 
my
 
$nombre
 
(
@nombres_shadoks
)
 
{

    
print
 
"$nombre \n"
;

}

```

affiche à l'écran les quatre nombres shadoks, chacun sur une ligne différente.

### En Objective-C
En Objective-C, l'arobase permet de distinguer les mots clés spécifiques par rapport à du C standard. Par exemple, la déclaration des classes et propriétés :
```
@interface
 
Personne
 : 
NSObject

{

     
// variables d'instance

     
NSString
 
*
surname
;

}

// methodes

@property
 
(
copy
)
 
NSString
 
*
surname
;

@end

```

ou des objets NSString, NSNumber, NSArray avec l'écriture @"" (les équivalents C ne comportant quant à eux pas le préfixe @) :
```
NSString
 
*
surname
 
=
 
@"Pierre"
;

char
 
*
surname_C
 
=
 
"Pierre"
;

NSNumber
 
*
age
 
=
 
@23
;

int
 
age_C
 
=
 
23
;

NSArray
 
*
firstNames
 
=
 
@[
@"Jean"
,
 
@"Michel"
]
;

```

### En RGSS/Ruby
En RGSS ou en Ruby, l'arobase est le caractère qui, placé devant le nom d'une variable, indique que celle-ci est une variable d'instance dont la portée est limitée aux classes. Par exemple :
```
@ma_variable
 
=
 
5

#On définit la variable "ma_variable" et on indique le type 

#(la portée) de la variable par l'arobase.

```

### En Pascal
En Pascal l'arobase est le caractère qui, placé devant le nom d'une variable, retourne l'adresse de cette variable. Il est un raccourci pour la fonction Addr(). Par exemple :
```
// La notation

AddressOfMyProc
 
:=
 
@
MaProc
;

// est équivalent à

AddressOfMyProc
 
:=
 
Addr
(
MaProc
)
;

```

### En Java
En Java, l'arobase est le caractère qui, placé devant le mot-clef interface, indique que celle-ci est une annotation. Elle est aussi utilisée pour faire appel à une annotation dans le code. Par exemple :
```
@Retention
(
RetentionPolicy
.
RUNTIME
)
 
//Utilisation d'une annotation

@Target
({
ElementType
.
METHOD
})

public
 
@interface
 
Test
 
{
 
//Déclaration d'une annotation

     
long
 
timeout
()
 
default
 
0
L
;
 

}

```

### Dans XPath
Dans le langage de requête XPath, l'arobase indique qu'une étape de recherche se fait selon l'axe des attributs.

Par exemple cette requête sélectionne la balise h1 dont l'attribut id a pour valeur "firstHeading", soit sur une page Wikipédia la balise du nom de l'article :
```
'//h1[@id=firstHeading]'

```

### En espagnol et portugais
En espagnol et portugais, où les genres masculin et féminin sont respectivement marqués par les voyelles o et a, l’arobase a pu être utilisée comme marqueur neutre en raison de sa ressemblance à un a dans un o par les partisans d’un langage épicène.

### En sports
En anglais américain, l'arobase peut être utilisée pour préciser le lieu d'une rencontre opposant deux équipes : la formation visiteuse est alors placée en premier suivie du signe @ puis de l'équipe qui joue à domicile. C'est notamment souvent le cas pour les matchs de basket-ball dans la NBA.
Cet usage n'est pas suivi en anglais britannique, où l'équipe qui reçoit est en général spécifiée en premier.